# Hortus Cliffortianus

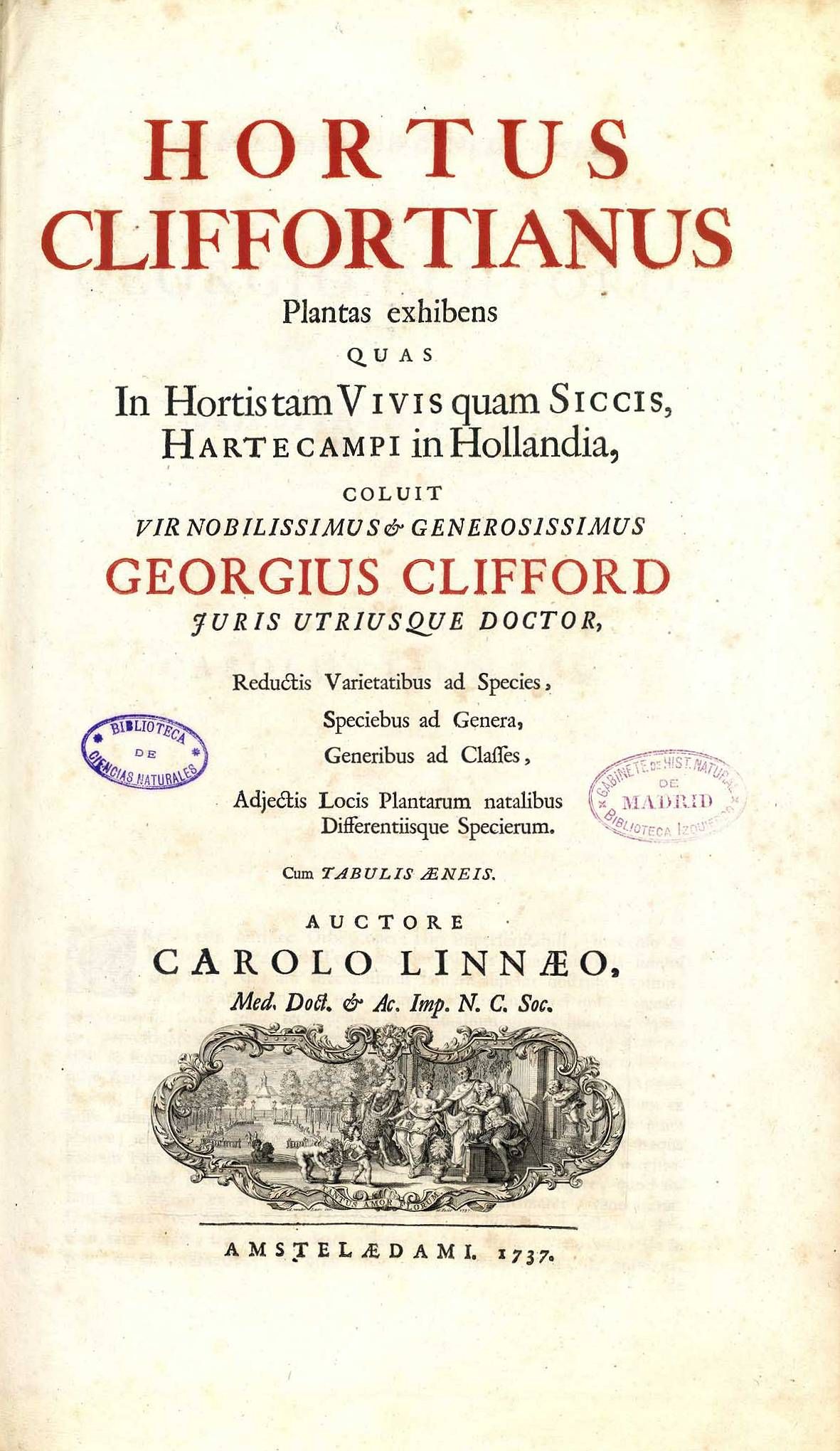
Titelpagina van Hortus Cliffortianus

Hortus Cliffortianus is een boek geschreven door Carl Linnaeus, over het herbarium en de levende plantencollectie van George Clifford. De titelpagina vermeldt het jaartal 1737 maar het boek is niet eerder dan in 1738 in omloop gekomen. Het boek is gedrukt en uitgegeven in Amsterdam, als privé-uitgave van George Clifford. De taal van het boek is Latijn.

## George Clifford en Landgoed de Hartekamp
Clifford was een schatrijke Amsterdamse bankier, bestuurder van de VOC en verzamelaar, c.q. amateur-botanicus. Cliffords vader had in 1709 het landgoed de Hartekamp, te Heemstede, gekocht en de tuin uitgebreid door omliggende gronden aan te kopen. De Hartekamp diende als zomerresidentie voor de bankiersfamilie. Clifford, na het overlijden van zijn vader in 1727 zelf eigenaar van het buiten, had van de tuin en het herbarium al jong zijn passie gemaakt. Door zijn toedoen was de collectie flink gegroeid, waarbij zijn vele internationale handelscontacten goed van pas kwamen.
In de zomer van 1735 was Linnaeus te gast ten huize van Johannes Burman, bij wie hij ook de winter zou doorbrengen om hem te assisteren bij het maken van de Thesaurus Zeylanicus. Burman hielp op zijn beurt Linnaeus bij zijn Fundamenta Botanica en Critica Botanica. Clifford ontmoette Linnaeus bij een bezoek aan Burman in augustus en nodigde beide mannen uit voor een bezoek aan de tuin van de Hartekamp. Onder de indruk van Linnaeus' botanische kennis, vroeg hij hem om bij hem op de Hartekamp te komen wonen en daar zijn lijfarts en opzichter van zijn plantencollectie te worden. Burman ging met de verandering van plannen akkoord toen Clifford hem als compensatie een exemplaar van Sir Hans Sloane's Natural History of Jamaica aanbood. Op 24 september 1735 trok Linnaeus bij Clifford in. De belangrijkste taak die hij bij zijn verblijf op de Hartekamp had, was het opstellen van een catalogus van de omvangrijke collectie levende en gedroogde planten van Clifford. Dit werd Hortus Cliffortianus.

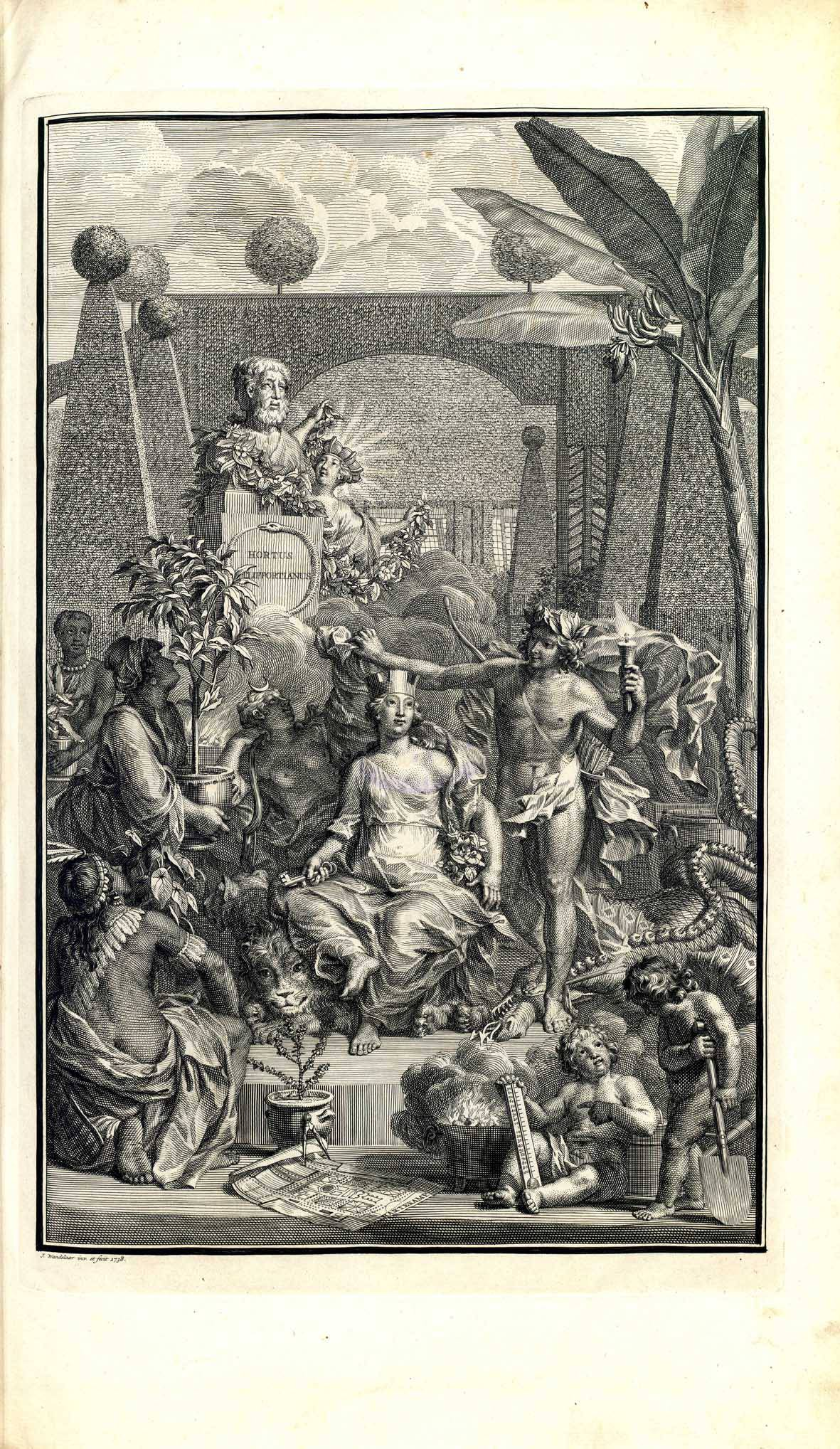
Frontispies van Hortus Cliffortianus, door Jan Wandelaar.

## Vorm van het boek
Hortus Cliffortianus verscheen in folio-formaat, en telt circa vijfhonderddertig pagina's. Het boek opent met een frontispies gegraveerd door Jan Wandelaar (1690-1759). De titelpagina is in rood en zwart uitgevoerd. Het boek bevat 2 platen met illustraties van de verschillende bladvormen bij planten, en 34 platen met afbeeldingen van planten, alle in kopergravure, in merendeel getekend door de Duitse plantentekenaar en -schilder Georg Dionysius Ehret en alle gegraveerd door Wandelaar. Die laatste is ook de tekenaar van een tiental platen die niet door Ehret zijn gemaakt.

## Frontispies
De frontispies is ontworpen en gegraveerd door Jan Wandelaar, die er ook, in de vorm van een gedicht, een verklaring van de prent bij schreef, die in het boek op de pagina naast de frontispies is afgedrukt. Aan de linker onderzijde van de plaat staat "J. Wandelaar inv. et fecit 1738". De gravure toont Moeder Aarde, gezeten op een leeuw en een leeuwin, de sleutels tot de tuin in haar hand. Aan haar voeten staat een pot met Cliffortia ilicifolia, de soort die ook in plaat XXX is afgebeeld, en er ligt een plattegrond van de tuin van de Hartekamp. Links biedt een negerin haar een Aloe uit Afrika aan. Een Arabische vrouw, met tulband, brengt haar een plant van de Coffea arabica uit Azië en een gevederde indiaanse biedt Hernandia, uit Amerika, aan. Op een hoog voetstuk staat een buste die mogelijk George Clifford voorstelt, Aan de rechterzijde is een bananenplant in bloei te zien, en een jonge god Apollo, met het hoofd van Linnaeus, die in zijn linkerhand licht brengt en met zijn rechterhand de sluiers der duisternis (onwetendheid) afwerpt van de godin. Met zijn voeten vertrapt hij de draak der onwaarheid, een verwijzing naar de nagemaakte Hydra in Hamburg die hij op zijn reis naar Holland als bedrog had ontmaskerd.

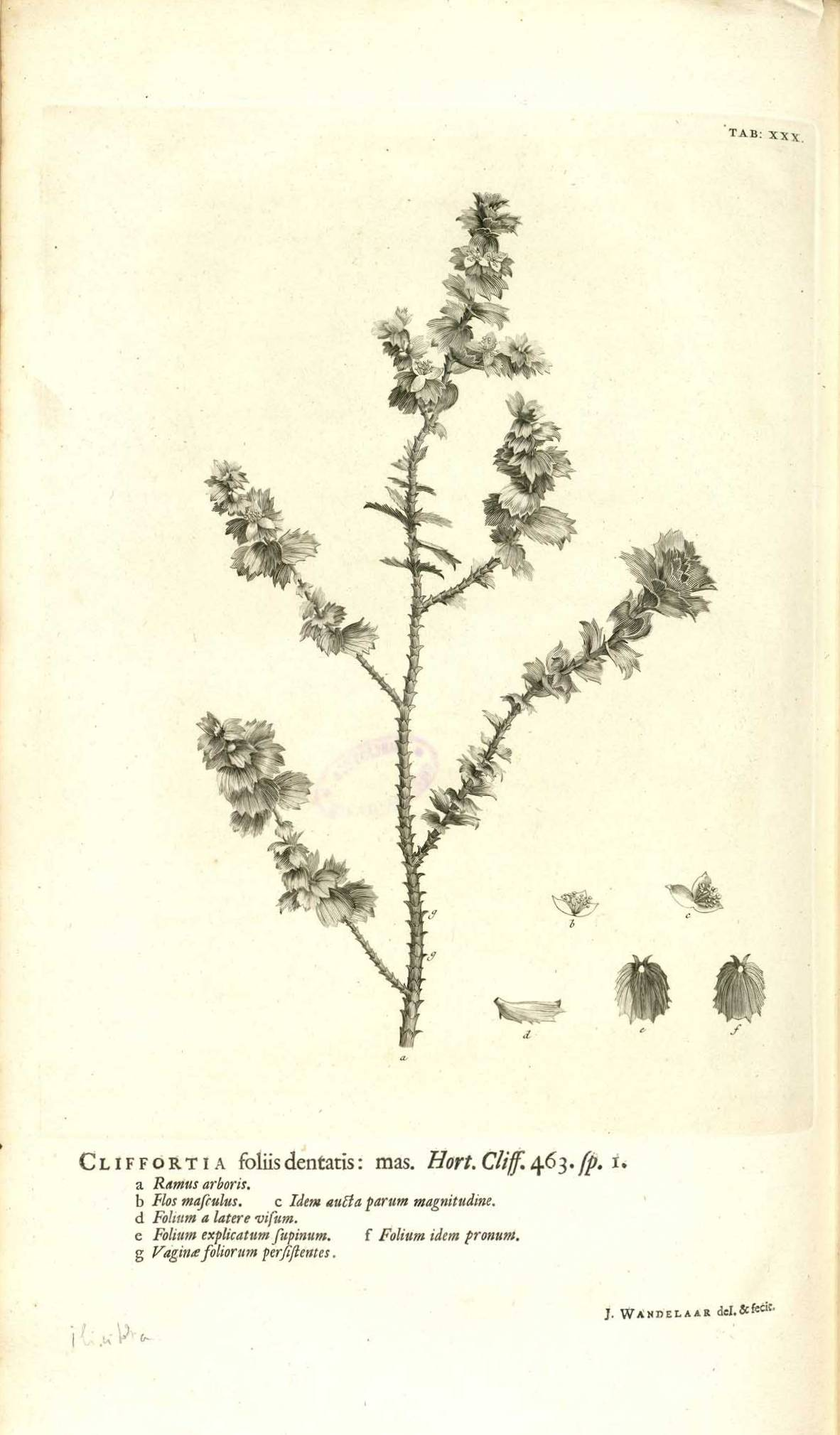
Plaat XXX, Cliffortia foliis dentatis, getekend en gegraveerd door Wandelaar.

## Inhoud van het boek
De taal waarin het boek is geschreven, is Latijn. De eerste zes pagina's (dedicatoria) zijn gewijd aan een opdracht aan George Clifford, en geven daarnaast een korte geschiedenis van andere personen die een botanische tuin hadden of aanlegden. Dan volgt een bericht aan de lezer (lectori botanico), waarin een uitleg over de tekst en de gebruikte synoniemen, de herkomst van de planten, en de verschillende cultuurmethodes voor planten uit uiteenlopende werelddelen.
Op 17 ongepagineerde bladzijden is voorts de catalogus van de botanische bibliotheek van Clifford (bibliotheca botanica cliffortiana) opgenomen, 295 titels in totaal, bijna uitsluitend werken over planten maar ook enkele boeken over bijvoorbeeld chemie, theologie en filosofie. De boeken zijn, net als de planten, ingedeeld in 'klassen', te beginnen met de 'Patres', oervaders van de plantkunde, namelijk de Grieken en Romeinen, gevolgd door de 'Commentatores', de 'Ichniographi' (die schetsen maken), en de 'Descriptatores' (historici). Daarna komen de monografieën etcetera, in totaal 16 klassen. Deze opsomming is van groot belang, niet alleen omdat ze inzicht geeft in de literatuur die Linnaeus tot zijn beschikking had om Hortus Cliffortianus te kunnen schrijven maar ze geeft ook inzicht in de werken waarvan hij kennis heeft kunnen nemen voordat hij zijn magnum opus Species plantarum schreef.
Na de catalogus van de bibliotheek volgen nog een pagina met de in het hoofdwerk gebruikte afkortingen van werken van botanici, vier pagina's met beschrijvingen van de verscheidenheid aan bladvormen bij planten, geïllustreerd met twee platen, en zes pagina's met een systematische opsomming van de in het werk vermelde geslachten en het aantal soorten per geslacht (methodus plantarum).
Het overgrote deel van het boek wordt dan in beslag genomen door de catalogus van het herbarium dat Clifford had aangelegd, en van de planten in de tuin en de vier verwarmde kassen van de Hartekamp. Het boek geeft overigens één opsomming, en maakt geen onderscheid tussen levende en geconserveerde (gedroogde) planten. De volgorde is die van de Genera Plantarum (1737) van Linnaeus. De 34 platen met afbeeldingen van planten zijn ook verspreid door dit deel van het boek opgenomen.

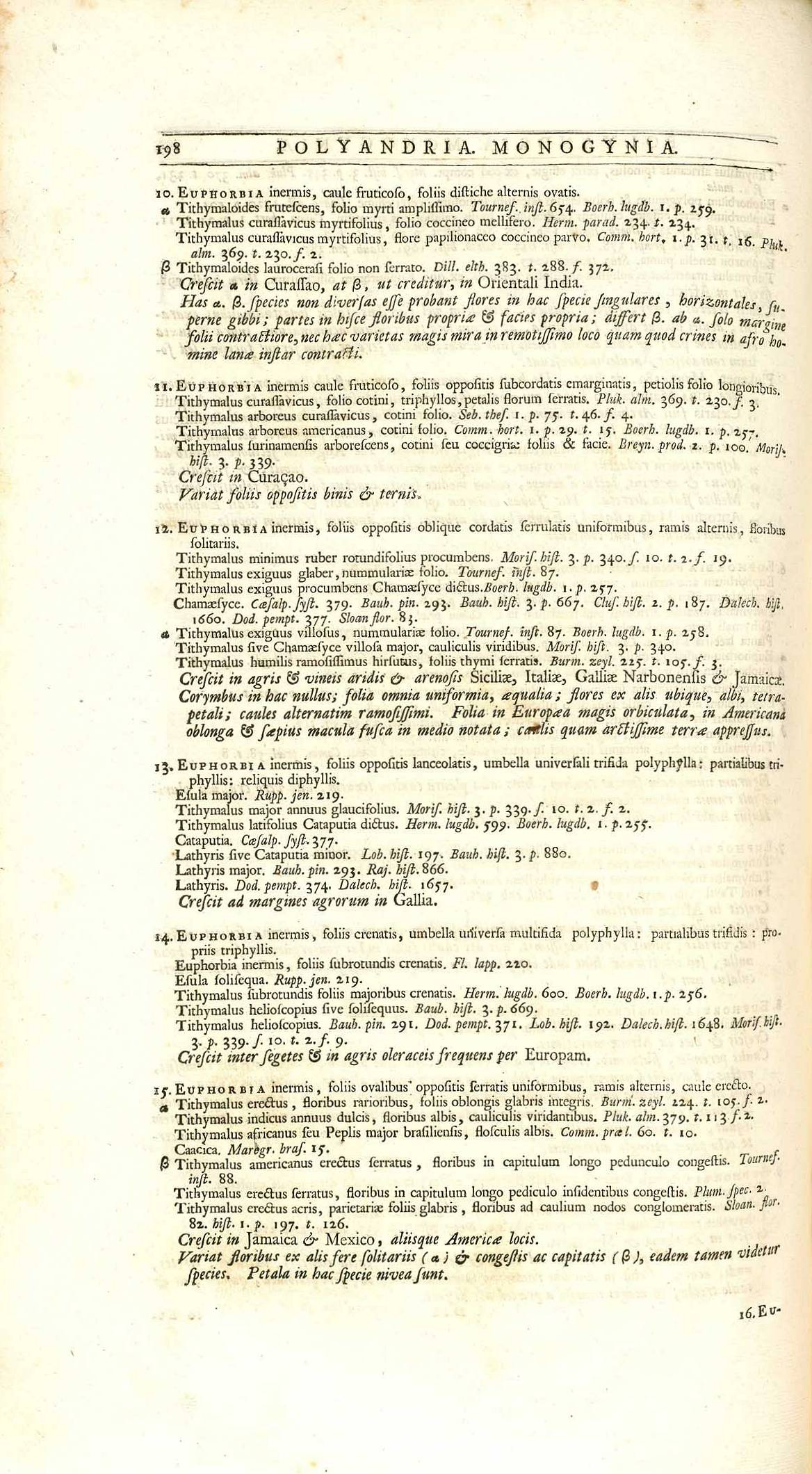
Pagina 198, met een aantal Euphorbia-soorten. Soort 14 bijvoorbeeld, is nu bekend als kroontjeskruid (Euphorbia helioscopia).

### Paginering
De pagina's van het hoofdwerk, de eigenlijke Hortus Cliffortianus, zijn genummerd 1 tot en met 231 (232 is een blanco pagina) en 301 tot en met 501 (met één ongenummerde pagina addenda en emendanda). Onderaan pagina 231 schrijft Linnaeus: "Observet, Lector, hanc paginam excipi a pagina 301, nullo tamen hiatu admisso, praeter numerum paginarum, nobis ob typum necessarium." Het boek zou oorspronkelijk in quarto-formaat worden uitgegeven en het drukwerk was al gevorderd tot pagina 300 toen de gravures voor de platen groter bleken uit te vallen dan voorzien. Vanaf pagina 301 werd daarom overgegaan op folio-formaat en de eerste driehonderd pagina's werden opnieuw gezet en gedrukt, waarbij, wegens het grotere bladformaat, minder pagina's nodig waren.

### Behandeling van de soorten
Linnaeus geeft geen beschrijvingen van de geslachten. Hij verwijst daarvoor naar zijn Genera Plantarum en merkt in het ten geleide aan de lezer (lectori botanico) nog op dat de enkele geslachten die niet in Genera Plantarum voorkomen recent nog door hem zijn toegevoegd in het Corollarium (bijvoegsel bij de Genera). Hij geeft ook nergens uitleg over zijn systeem van indeling van het plantenrijk. Ook daarvoor moet de lezer in de Genera Plantarum zijn.
Van de soorten die hij behandelt, geeft hij steeds eerst een nomen specificum legitimum, zonder verwijzing naar een auteur, dus door hem zelf samengesteld. Op pagina 198 staat bijvoorbeeld voor Euphorbia n° 14 (kroontjeskruid): Euphorbia inermis, foliis crenatis, umbella universa multifida polyphylla: partialibus trifidis: propriis triphyllis. Daarna volgen synoniemen met verwijzingen naar de auteurs van die namen, in het geval van Euphorbia 14 zijn dat er vijf, waarvan de laatste, Tithymalis helioscopius, wel door vijf verschillende auteurs wordt gebruikt. De referenties zijn, omwille van de ruimte, sterk verkort. Zo is Hermann, P. (1687), Horti Academici Lugduno-Batavi Catalogus: 600, afgekort tot "Herm. lugdb. 600". Linnaeus heeft alle synoniemen die hij kon vinden vermeld, iets waar hij in zijn latere werken, die veel meer soorten bevatten, van moest afzien omdat het te bewerkelijk bleek. Tot slot volgt dan onder iedere soort nog een opgave van de standplaatsen, en een land of werelddeel van herkomst.

### Lijst van platen inHortus Cliffortianus
| Plaat  | Afgebeelde soort (tussen haakjes de moderne naam)                                                               | Tekenaar  |
| ------ | --- | --------- |
| I      | Folia Simplicia                                                                                                 |           |
| II     | Folia Composita en Folia Determinata                                                                            |           |
| III    | Kaempferia (Kaempferia galanga)                                                                                 | Wandelaar |
| IV     | Piper foliis cordatis, caule procumbente (Peperomia pellucida)                                                  | Wandelaar |
| V      | Collinsonia (Collinsonia canadensis)                                                                            | Ehret     |
| VI     | Gladiolus foliis linaribus (Gladiolus angustus)                                                                 | Ehret     |
| VII    | Diervilla (Diervilla lonicera)                                                                                  | Wandelaar |
| VIII   | Campanula foliis hastatis dentatis, caule determinate folioso (Canarina canariensis)                            | Ehret     |
| IX     | Rauvolfia (Rauvolfia tetraphylla)                                                                               | Ehret     |
| X      | Turnera e petiolo florens, foliis seratis (Turnera ulmifolia)                                                   | Ehret     |
| XI     | Passerina foliis linearibus (Passerina filiformis)                                                              | Ehret     |
| XII    | Helxine caule erecto, aculeis refexis exasperato (Persicaria sagittata)                                         |           |
| XIII   | Parkinsonia (Parkinsonia aculeata)                                                                              | Ehret     |
| XIV    | Bauhinia caule aculeato (Bauhinia aculeata)                                                                     | Ehret     |
| XV     | Bauhinia foliis quinquenerviis: lobis acuminatis remotissimis (Bauhinia divaricata)                             | Wandelaar |
| XVI    | Heliocarpos (Heliocarpus americanus)                                                                            | Ehret     |
| XVII   | Browallia (Browallia americana)                                                                                 | Ehret     |
| XVIII  | Martynia foliis seratis (Gloxinia perennis)                                                                     | Wandelaar |
| XIX    | Amorpha (Amorpha fruticosa)                                                                                     | Ehret     |
| XX     | Dolichos caule perenni lignoso (Dolichos lignosus)                                                              | Ehret     |
| XXI    | Dolichos minimus, floribus luteus (Rhynchosia minima)                                                           | Ehret     |
| XXII   | Dalea (Dalea alopecuroides)                                                                                     | Ehret     |
| XXIII  | Sigesbeckia (Sigesbeckia orientalis)                                                                            | Wandelaar |
| XXIV   | Buphthalmum caule decomposita, calycibus ramiferis (Cladanthus arabicus)                                        | Ehret     |
| XXV    | Milleria foliis ovatis, pedunculis simplicibus (Elvira biflora)                                                 | Ehret     |
| XXVI   | Lobelia caule erecto, foliis cordatis obsolete dentatis petiolatis, corymbo terminatrice (Lobelia cliffortiana) | Ehret     |
| XXVII  | Anthospermum mas (Anthospermum aethiopicum)                                                                     | Ehret     |
| XXVIII | Dioscorea foliis cordatis, caule leavi (Dioscorea sativa)                                                       | Ehret     |
| XXIX   | Kiggelaria mas (Kiggelaria africana)                                                                            | Ehret     |
| XXXI   | Cliffortia foliis lanceolatis integerrimis: Femina (Cliffortia ruscifolia)                                      |           |
| XXX    | Cliffortia foliis dentatis: mas. (Cliffortia ilicifolia)                                                        | Wandelaar |
| XXXIII | Hernandia (Hernandia sonora)                                                                                    | Wandelaar |
| XXXIV  | Hura calycibus acutis, floribus pentandris (Hura crepitans)                                                     | Wandelaar |
| XXXV   | Roellia (Roella ciliata)                                                                                        |           |
| XXXVI  | Cassia calycibus acutis, floribus pentandris (Cassia nictitans)                                                 |           |
| XXXII  | Cliffortia foliis linearibus pilosis: Femina (Cliffortia polygonifolia)                                         |           |

## Vertraging bij het uitkomen
Tot ergernis van Linnaeus en zijn collegaplantkundigen, die reikhalzend naar de Hortus uitzagen, werd de uitgave van het boek eerst opgehouden doordat de kopergravures lang op zich lieten wachten. De tekst van het boek was al in 1737 gedrukt maar bijvoorbeeld onder de frontispies is te lezen dat deze pas in 1738 door Wandelaar werd gemaakt. Daarna was er moeilijk aan het boek te komen omdat Clifford niet een zo groot mogelijke circulatie onder wetenschappers nastreefde, maar het vooral wilde gebruiken als ruilmiddel om zijn eigen verzameling van planten en curiosa uit te kunnen breiden. Daarom kwam ook niet de hele oplage in één keer op de markt. Het boek werd aanvankelijk maar mondjesmaat aan botanici verkocht. Linnaeus zelf ontving zijn 10 exemplaren op 11 januari 1739.

## Relevantie vanHortus Cliffortianus
Linnaeus had zijn kunstmatige systeem van indeling van het plantenrijk in Zweden bedacht. Daar kwam hij echter nooit in aanraking met exotische planten. Hortus Cliffortianus is het eerste werk van hem waarin hij zijn systeem kon toepassen op een collectie planten van over de hele wereld. Daarnaast had hij op de Hartekamp de beschikking over een voor die tijd ongehoord volledige bibliotheek. Hij kon dus heel veel referenties naar andere werken in zijn catalogus van plantennamen opnemen. Hortus Cliffortianus is van eminent belang geweest bij het schrijven van Linnaeus' belangrijkste werk: de Species plantarum. In dit magnum opus verwijst Linnaeus keer op keer naar de Hortus voor eerder gepubliceerde namen of een uitgebreide synonymie. Voor de interpretatie van namen in de Species plantarum en de typen waarop ze zijn gebaseerd, is Hortus Cliffortianus in veel gevallen onmisbaar.

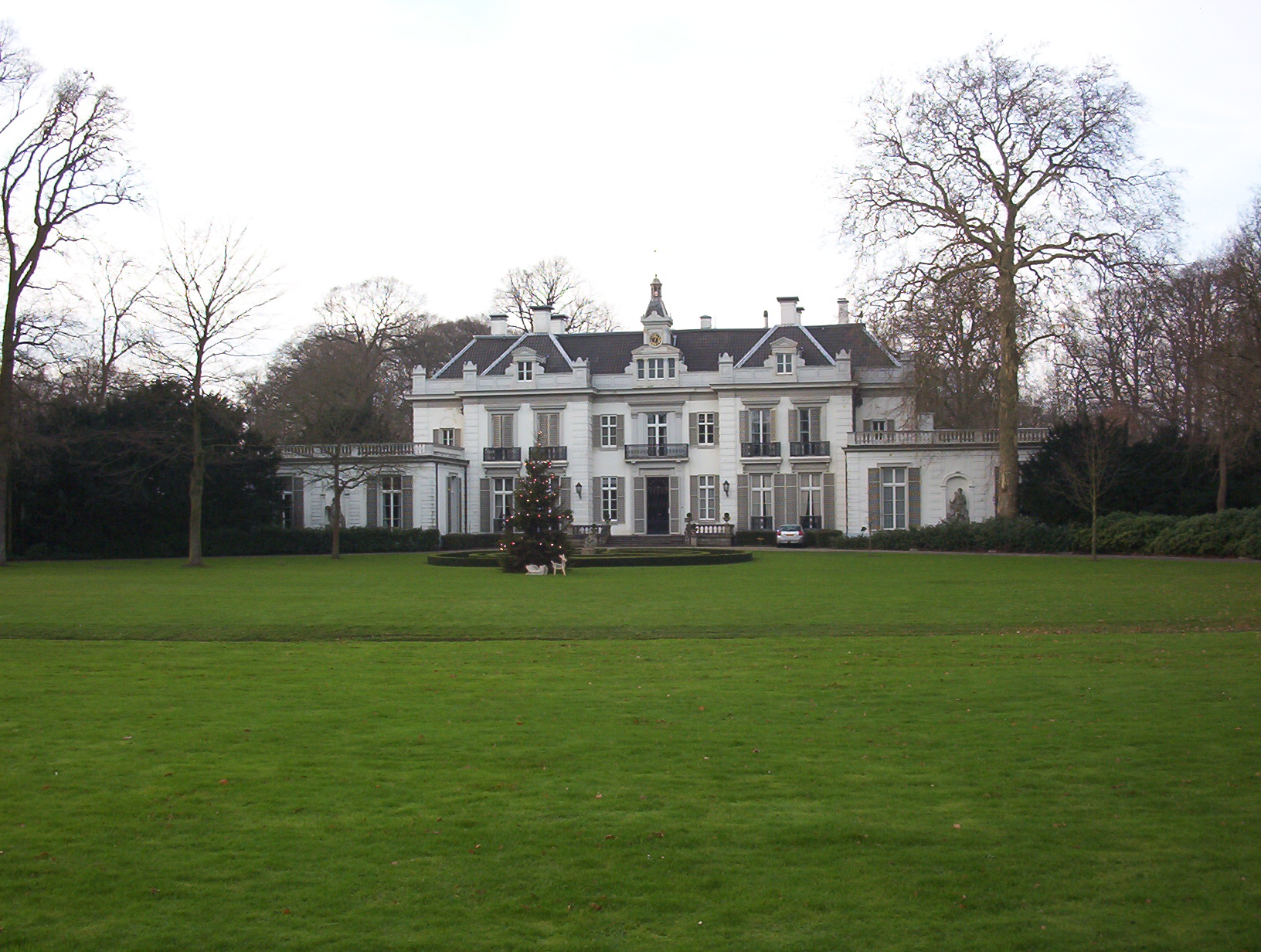
Zicht op de Hartekamp vanaf de Herenweg.

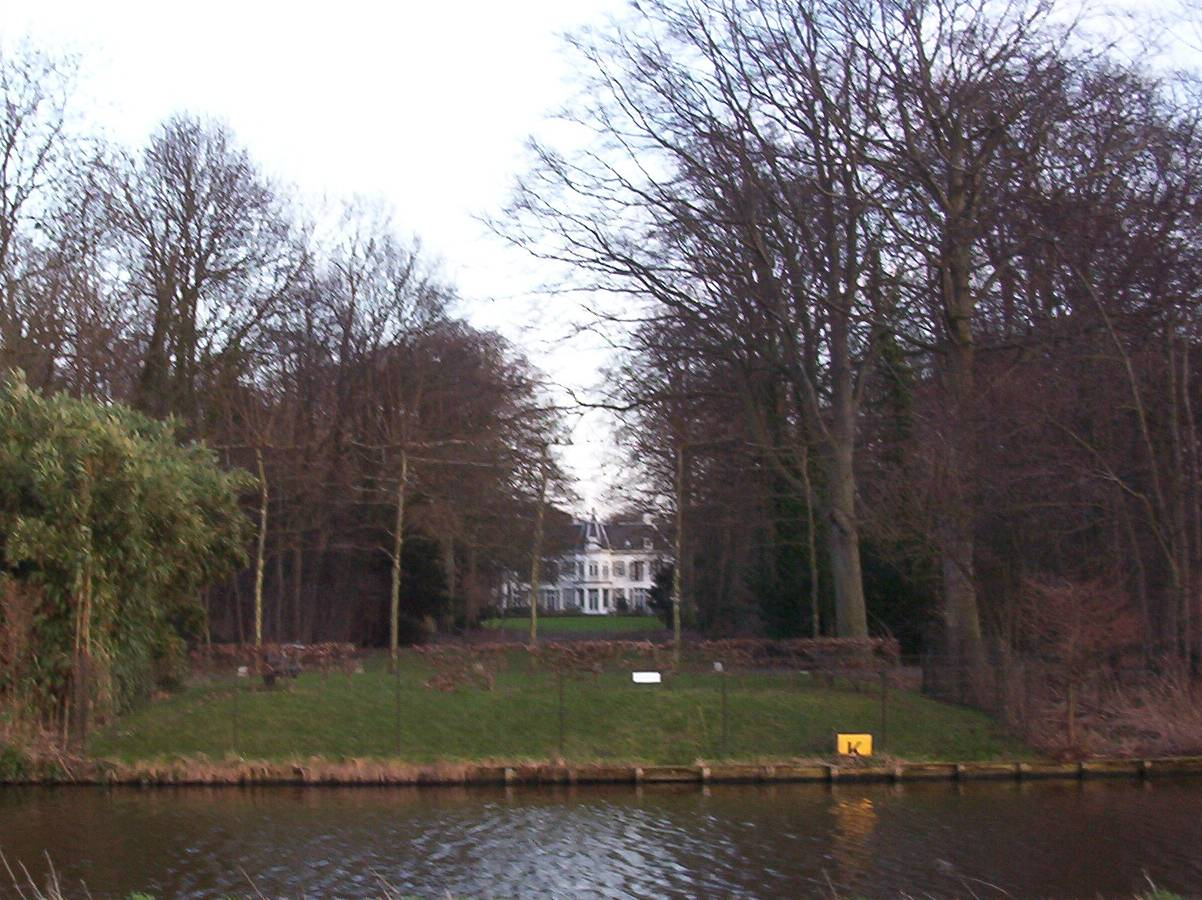
De Hartekamp gezien vanaf de Leidse trekvaart. Weinig is nog over van de tuin zoals Linnaeus die kende. Het bankiershuis Clifford en Zn. is failliet gegaan in 1772

## Hedendaagse sporen
Het landhuis de Hartekamp bestaat nog steeds, zij het dat er nu vleugels aangebouwd zijn. Van de toenmalige tuin van de Hartekamp is op een enkele boom na weinig meer over. Cliffords nazaten toonden na zijn dood (in 1760) beduidend minder interesse voor de verzameling. In 1772 ging het bankiersbedrijf failliet. De Hartekamp werd in 1788 door George Cliffords zoon Pieter verkocht.

## Clifford Herbarium
Cliffords herbarium werd in 1791 aangekocht door Sir Joseph Banks en kwam na diens dood in het British Museum. Dit herbarium bevindt zich tegenwoordig in het Natural History Museum in Londen. Een deel van het Clifford herbarium bevindt zich nog steeds in Nederland. In de Wageningse tak van het Nationaal Herbarium Nederland (Herbarium Vadense) bleek een deel van de Clifford collectie aanwezig. Deze collectie is in 2014 samen met het hele Wageningse herbarium overgedragen aan Naturalis in Leiden. De Clifford collectie wordt als een speciale collectie apart beheerd.
Bij zijn vertrek uit Nederland kreeg Linnaeus een verzameling herbarium-specimens mee van Clifford. Die verzameling vormde een kleine kopie van het Clifford Herbarium. Na Linnaeus' dood, in 1778, kwam deze verzameling, samen met de rest van zijn herbarium in Uppsala, aanvankelijk in handen van zijn weduwe Sara Lisa en enige tijd later van zijn zoon Carl. Na de dood van Carl jr. (in 1783) bood Sara Lisa het herbarium te koop aan. In 1784 werd het aangekocht door de Engelsman James Edward Smith en verhuisde het naar Londen. Smith richtte vier jaar later de Linnean Society of London op, die na zijn dood de collectie van zijn erven kocht. Nu bevindt dat deel van de collectie zich in Burlington House, Londen, de zetel van de society.
Het aantal door Linnaeus behandelde soorten in Hortus Cliffortianus is 2.536. Volgens het Viridarium Cliffortianum waren er daarvan maar liefst 1.251 levend aanwezig in de tuin. Ervan uitgaande dat het eenvoudig was om van iedere plant in de tuin een herbariumexemplaar te verkrijgen, moet Cliffords herbarium in 1737 ook zo'n 2.536 soorten hebben bevat.

## Verwant werk van Linnaeus
De volgende twee werken van Linnaeus houden ook direct verband met zijn werkzaamheden tussen 1735 en 1738 op de Hartekamp:
- Musa Cliffortiana, florens Hartecampi 1736 prope Harlemum (Leiden, 1737): bevat een uitvoerige beschrijving van de pisang- of bananenboom in de oranjerie van de Hartekamp, die hier voor het eerst in Nederland werd gekweekt en door kunstmatige 'tropische regenbuien' tot bloei was gebracht.
- Viridarium Cliffortianum, in quo exhibentur plantae omnes, quas vivas aluit Hortus Hartecampensis (Amsterdam, 1737) was geschreven als een vereenvoudigde catalogus van de tuinplanten, bedoeld als een handleiding voor eigenaar Clifford.

|  |  |  |  |
|  |  |  |  |